# Colias scudderii
Espèce
Colias scudderii est un  insecte lépidoptère de la famille des Pieridae, de la sous-famille des Coliadinae et du genre Colias.

## Dénomination
Colias scudderii a été nommé par Tryon Reakirt en 1851.
Synonyme : Eurymus scudderi ; Dyar, 1903.

### Noms vernaculaires
Colias scudderii se nomme Willow Sulphur ou Scudder's Sulphur en anglais.

### Sous-espèces
- Colias scudderii scudderiie;
- Colias scudderii ruckesi ; Klots, 1937[1].

## Description

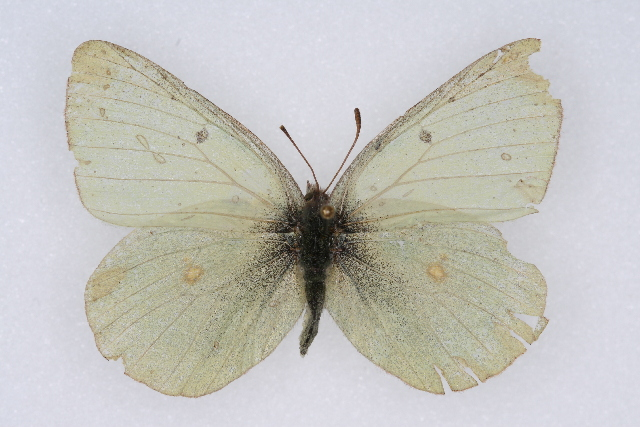
Colias scudderii femelle

Colias scudderii est un papillon de taille moyenne (son envergure varie de 38 à 51 mm). Le dessus du mâle est jaune citron avec une bordure marron rayée de veine jaunes. Le dessus de la femelle est d'une couleur variant du jaune au blanc avec une bordure étroite ou absente. Chez le mâle et la femelle le point discoïdal au centre de l'aile antérieure pest petit et le point discoïdal au centre de l'aile postérieure très peu visible.
Le revers est de couleur jaune à partie basale verdie, avec un point discocellulaire aux antérieures et aux postérieures, blanc cerclé de rose.

## Biologie

### Période de vol et hivernation
Colias scudderii vole de juin à août, en une seule génération.
Les chenilles hibernent au second, troisième ou quatrième stade

### Plantes hôtes
Les plantes hôtes de sa chenille sont des Salix : Salix reticulata, Salix lutea, Salix planifolia.

## Écologie et distribution
Colias scudderii est présent en Amérique du Nord dans les Montagnes Rocheuses dans le sud de l'Alaska, l'Utah, le Colorado, le Wyoming et le Nouveau-Mexique,.

### Biotope
Il réside dans les prairies sub-alpines des montagnes.

### Protection
Pas de statut de protection particulier.